# Raïon de Miadzel
Le raïon de Miadzel (en biélorusse : Мядзельскі раён, Miadzelski raïon ; en russe : Мядельский район, Miadzelski raïon) est une subdivision de la voblast de Minsk, en Biélorussie. Son centre administratif est la ville de Miadzel.

## Géographie
Le raïon couvre une superficie de 1 964,3 km2, dans le nord-est de la voblast. La forêt occupe environ 30 % de son territoire. Le raïon de Miadzel est limité par la voblast de Vitebsk au nord (raïon de Pastavy) et à l'est (raïon de Dokchytsy), au sud par le raïon de Vileïka et à l'ouest par la voblast de Hrodna (raïon de Smarhon et raïon d'Astravets).

## Histoire
Le raïon de Miadzel a été créé le 15 janvier 1940, peu après l'invasion de la Pologne orientale et de la Biélorussie occidentale par l'Armée rouge et leur annexion par l'Union soviétique. Le nouveau raïon fit partie de la république socialiste soviétique de Biélorussie.

## Population

### Démographie
Les résultats des recensements de la population (*) font apparaître une baisse presque continue de la population depuis 1959. Ce déclin s'est accéléré dans les premières années du XXIe siècle :
Recensements (*) ou estimations de la population :
| 1959*  | 1970*  | 1979*  | 1989*  | 1999*  | 2009*  |
| ------ | ------ | ------ | ------ | ------ | ------ |
| 50 948 | 48 051 | 43 067 | 39 501 | 37 828 | 29 599 |

### Nationalités
Selon les résultats du recensement de 2009, la population du raïon se composait de trois nationalités principales :
- 93,7 % de Biélorusses ;
- 4,0 % de Russes ;
- 1,1 % de Polonais.

### Langues
En 2009, la langue maternelle était le biélorusse pour 89,2 % des habitants du raïon de Miadzel et le russe pour 9,8 %. Le biélorusse était parlé à la maison par 75,7 % de la population et le russe par 22,6 %.